# شلسفيغ
اشلسويغ (بالألمانية: Schleswig, Schleswig-Holstein) هي بلدة ألمانية تقع في ألمانيا في شليسفيغ هولشتاين. يقدر عدد سكانها بـ 24,071 نسمة .

## المدن التوأمة
مدن وايله، ناحية هيلينغدون في لندن، مانت لا جولي، فارن (موريتس) و Vejle Municipality هي مدن توأمة لـاشلسويغ.

## أعلام
- فالديمار الأول من الدنمارك
- جورج يوهان ثيودور لاو
- هيرمان بيرنهارد رامكي
- يوهان غوتفريد روزنبرغ
- كلاوس فورستر
- كريستيان جنسن
- هاينز كروز